# Água Boa (kommun i Brasilien, Minas Gerais)
Água Boa är en kommun i Brasilien.   Den ligger i delstaten Minas Gerais, i den sydöstra delen av landet, 700 km öster om huvudstaden Brasília. Antalet invånare är 15 193.
Omgivningarna runt Água Boa är huvudsakligen savann. Runt Água Boa är det glesbefolkat, med 14 invånare per kvadratkilometer.